# John Danstrup
John Kristian Thorvald Danstrup (født 9. januar 1919 i København, død 8. september 1992 i Gentofte) var en dansk redaktør, historiker og TV-kommentator.
Han blev efter en hurtig akademisk karriere som journalist og redaktør i 1956 udenrigspolitisk kommentator i Danmark Radios magasin Horisont. 
Han indtog herved en fremtrædende rolle i aktualitetsformidlingen i Danmark. 
Han skrev og redigerede en lang række historiske afhandlinger og værker bl.a. Politikens Danmarks Historie 1-14 sammen med Hal Koch. 
Danstrup var medstifter af Folkeuniversitetet.
John Danstrup var kendt for sin markante stemme, som blev udviklet af et musikalsk hjem og formentlig af sangundervisningen på Sankt Annæ Skole. Digteren Jens Blendstrup har skrevet og fremført nummeret John danser grøntsag i den eksperimenterende rockgruppe Frodegruppen 40 som en hyldest til John Danstrup.
John Danstrup er begravet på Gentofte Kirkegård.

## Forfatterskab
- "Kampen om den danske Hær 1740—66" (Historisk Tidsskrift, Bind 11. række, 2 (1947)) (Webside ikke længere tilgængelig)